# 스윙 브라우저
스윙 브라우저(Swing Browser)는 줌인터넷에서 제작하는 인터넷 브라우저이다. 액티브X와 속도를 동시에 누리는 것을 목표로 액티브X 사용도가 비교적 높은 대한민국의 인터넷 환경에 최적화되어 있다. 알툴바에서 제공하는 일부 기능이 기본 제공되며, 알툴바와 로그인이 연동된다. 구글 크롬의 확장 기능도 사용 가능하고, 스윙 자체 확장 기능도 추가되어 기능 설치/제거가 가능하다. 사이트 구조에 따라 웹키트 엔진을 사용하는 SPEED모드, 인터넷 익스플로러의 트라이던트 엔진을 사용하는 일반모드가 자동으로 선택된다. ActiveX는 일반모드에서 지원된다.

## 특장점

### 다양한 기본 부가기능
이 부가기능들은 스윙 브라우저에 기본적으로 내장되거나, 웹스토어를 통해 설치할 수 있는 기능이다.
- 온라인 즐겨찾기: 온라인 상태에서 계정을 연동하여 알툴바, 스윙 모바일 등 언제 어디서나 개인 환경을 구축할 수 있다.
- 캡처: 웹 페이지 내의 캡처를 별도의 프로그램 없이 바로 캡처하여 편집/저장할 수 있다.
- 알패스: 웹 페이지의 로그인 계정을 기억하여 자동으로 채워 시간을 절약할 수 있다. 스윙 모바일, 알툴바와 연동된다.
- 퀵전송: 파일, 텍스트, 사진 등 문서를 숫자, QR코드 등으로 다른 기기에 간편하게 전송할 수 있다.
- 메모: 아이디어 등 여러 메모 사항을 저장할 수 있다.
- 안티피싱: 알약 DB 등에 저장된 유해 가능 웹 사이트들에 대한 방어와 접근 제한 등을 제공하여 보안을 향상시킬 수 있다.
- 예약 웹서핑: 특정 시간을 설정하여 방문할 웹 사이트를 예약할 수 있다. 빠른 동작이 요구되는 콘서트 티켓팅 등에 활용된다.
- 서버시간 확인: 예약 등 티켓팅 사이트의 고유 시간을 확인하여 오차를 최대한으로 줄일 수 있으며, 티켓팅 예약 연습 게임도 제공한다.
- 기타 기능: 마우스 오른쪽 해제 기능[2], 마우스 액션, 빠른 검색, 자동완성 등

## 모바일 버전
모바일 스윙 브라우저는 알툴즈 계정으로 즐겨찾기와 알패스, 퀵전송 등의 기능이 PC버전과 연동된다. 2.2버전 기준 캡처 기능도 추가되었다.

## 문제점

### 크롬확장프로그램 설치 문제
주기적인 Chrome 웹스토어 업데이트로 최신 크롬 버전만 확장프로그램을 설치할 수 있게 변경된다. 과거 1.x버전에서는 Chrome 25 버전으로 당시 Chrome 웹스토어 이용이 불가능했다. 

2015년 5월 현재 버전 2.0으로 업데이트되면서 웹스토어 확장 기능이 지원되지만, 스윙 브라우저의 크롬 버전 업데이트는 2.x버전으로 업데이트된 것과 같이 늦은 주기로 업데이트되기 때문에 고질적인 문제로 남을 수 있다.
그리고 아직은 크롬 테마는 설치를 하지 못한다.

### 보안 문제
현 스윙 브라우저 크롬 버전은 59이다. 스윙 브라우저의 크롬 버전 업데이트가 2~3년 주기로 이뤄지는데(크롬 웹스토어가 구버전의 지원을 끊기 때문), 크롬 버전 업데이트시 보안 취약점(CVE)이 평균적으로 3~5개 나온다고 할 때, 수 십 개의 보안 구멍이 뚫렸다고 볼 수 있다.  스윙 브라우저 측은 CVE를 자체적으로 패치하고 있다고 밝혔다. 2017년 4월 현재 크롬 브라우저의 크롬 버전은 59이다.

## 서비스 종료
모바일버전은 2018년 7월 11일에 서비스를 종료하였고, PC버전은 2019년 1월 7일에 지원종료되었으며 2019년 3월 31일부터는 로그인 서비스가 중단되었다.
(스윙브라우저 공식홈페이지: https://web.archive.org/web/20190216035231/https://swing-browser.com/Support/Notice/#144 참조)

## 같이 보기
- 웹 브라우저 목록